# Team Katjoesja Alpecin/2017
Deze pagina geeft een overzicht van de Katjoesja-Alpecin-wielerploeg in 2017.

## Transfers
| Inkomend            | Team 2016                        | Uitgaand              | Team 2017          |
| ------------------- | -------------------------------- | --------------------- | ------------------ |
| Jenthe Biermans     | SEG Racing Academy               | Sergej Tsjernetski    | Astana             |
| José Gonçalves      | Caja Rural-Seguros RGA           | Jacopo Guarnieri      | FDJ                |
| Reto Hollenstein    | IAM Cycling                      | Vladimir Isajtsjev    | Gestopt            |
| Robert Kišerlovski  | Tinkoff                          | Dmitri Kozontsjoek    | Gazprom-RusVelo    |
| Maurits Lammertink  | Roompot-Oranje Peloton           | Sergej Lagoetin       | Gazprom-RusVelo    |
| Tony Martin         | Etixx-Quick Step                 | Aleksandr Porsev      | Gazprom-RusVelo    |
| Marco Mathis        | Rad-net Rose                     | Joaquim Rodríguez     | Gestopt            |
| Baptiste Planckaert | Wallonie Bruxelles-Group Protect | Jegor Silin           | RP-Boavista        |
| Mads Würtz Schmidt  | Virtu Pro-Veloconcept            | Aleksej Tsatevitsj    | Gazprom-RusVelo    |
| Rick Zabel          | BMC Racing                       | Jurgen Van den Broeck | Team LottoNL-Jumbo |
|                     |                                  | Edoeard Vorganov      | Minsk Cycling Club |
|                     |                                  | Anton Vorobjov        | Gazprom-RusVelo    |

## Renners
| Naam                   | Geboortedatum | Nationaliteit | Ploeg 2016                       |
| ---------------------- | ------------- | ------------- | -------------------------------- |
| Maksim Belkov          | 09-01-1985    | Rusland       |                                  |
| Jenthe Biermans        | 30-10-1995    | België        | SEG Racing Academy               |
| Sven Erik Bystrøm      | 21-01-1992    | Noorwegen     |                                  |
| José Gonçalves         | 13-02-1989    | Portugal      | Caja Rural-Seguros RGA           |
| Marco Haller           | 01-04-1991    | Oostenrijk    |                                  |
| Reto Hollenstein       | 22-08-1985    | Zwitserland   | IAM Cycling                      |
| Robert Kišerlovski     | 09-08-1986    | Kroatië       | Tinkoff                          |
| Pavel Kotsjetkov       | 07-03-1986    | Rusland       |                                  |
| Vjatsjeslav Koeznetsov | 24-06-1989    | Rusland       |                                  |
| Alexander Kristoff     | 05-07-1987    | Noorwegen     |                                  |
| Maurits Lammertink     | 31-08-1990    | Nederland     | Roompot-Oranje Peloton           |
| Alberto Losada         | 28-02-1982    | Spanje        |                                  |
| Tiago Machado          | 18-10-1985    | Portugal      |                                  |
| Matvej Mamykin         | 31-10-1994    | Rusland       |                                  |
| Tony Martin            | 23=04-1985    | Duitsland     | Etixx-Quick Step                 |
| Marco Mathis           | 07-04-1994    | Duitsland     | Rad-net Rose                     |
| Michael Mørkøv         | 30-04-1985    | Noorwegen     |                                  |
| Baptiste Planckaert    | 28-09-1988    | België        | Wallonie Bruxelles-Group Protect |
| Nils Politt            | 06-03-1994    | Duitsland     |                                  |
| Jhonatan Restrepo      | 28-11-1994    | Colombia      |                                  |
| Mads Würtz Schmidt     | 31-03-1994    | Denemarken    | Virtu Pro-Veloconcept            |
| Simon Špilak           | 23-06-1986    | Slovenië      |                                  |
| Rein Taaramäe          | 24-04-1987    | Estland       |                                  |
| Ángel Vicioso          | 13-04-1977    | Spanje        |                                  |
| Rick Zabel             | 08-12-1993    | Duitsland     | BMC Racing                       |
| Ilnoer Zakarin         | 15-09-1989    | Rusland       |                                  |
| Stagiairs              |               |               |                                  |
| Piotr Havik            | 07-07-1994    | Nederland     | Team 3M                          |

## Belangrijkste overwinningen
Ster van Bessèges
2e etappe Alexander Kristoff
Ronde van Valencia
2e etappe: Tony Martin
Ronde van Oman
1e etappe: Alexander Kristoff
4e etappe: Alexander Kristoff
6e etappe: Alexander Kristoff
Driedaagse van De Panne-Koksijde
2e etappe: Alexander Kristoff
Rund um den Finanzplatz Eschborn-Frankfurt
Winnaar: Alexander Kristoff
Ronde van België
4e etappe: Maurits Lammertink
Ronde van Zwitserland
7e etappe: Simon Špilak
Eindklassement: Simon Špilak
Ster ZLM Toer
4e etappe: José Gonçalves
Eindklassement José Gonçalves
Nationale kampioenschappen wielrennen
Duitsland - tijdrit: Tony Martin
Rusland - tijdrit: Ilnoer Zakarin
RideLondon Classic
Winnaar: Alexander Kristoff
Europese kampioenschappen wielrennen
Wegrit: Alexander Kristoff
Arctic Race of Norway
2e etappe: Alexander Kristoff
2006 · 2007 · 2008 · 2009 · 2010 · 2011 · 2012 · 2013 · 2014 · 2015 · 2016 · 2017 · 2018 · 2019
AG2R-La Mondiale · Astana Pro Team · Bahrain-Merida · BMC Racing Team · BORA-hansgrohe · Cannondale-Drapac · Team Dimension Data · FDJ · Katjoesja-Alpecin · Team LottoNL-Jumbo · Lotto Soudal · Movistar Team · Orica-Scott · Quick Step · Team Sky · Team Sunweb · Trek-Segafredo · UAE Team Emirates